# Kanō Mitsuo
Kanō Mitsuo est un graveur et illustrateur japonais du XXe siècle, né en 1933 à Tokyo.

## Biographie
Il ne reçoit pas de formation artistique, mais, très jeune, il s'intéresse à la poésie, et particulièrement à la poésie française : Lautréamont, Rimbaud et Sade. Travaillant comme assistant auprès d'un botaniste, il s'avère fasciné par l'étude de la micro-biomorphologie et des micro-organismes. Son talent est décelé par le poète surréaliste Shūzō Takiguchi. Il participe à de très nombreuses expositions internationales collectives : depuis 1957, à la Biennale de São Paulo ; depuis 1959, à la biennale internationale de l'Estampe de Tokyo, où, en 1962 il reçoit le prix du Musée national d'art moderne ; depuis 1959 également, à la Biennale de la Gravure de Ljubljana. En 1961 et 1965, il obtient le Prix d'Excellence à l'Exposition Internationale d'Art du Japon. En 1956, il fait sa première exposition personnelle à Tokyo. Il illustre des œuvres traduites de ses poètes français de prédilection. L'étude des micro-organismes l'amène à un style de gravure sur cuivre assez influencé par Max Ernst. 
Il abandonne peu à peu le dessin de formes imaginées mais précises, pour appliquer directement les produits corrosifs sur le métal, cuivre ou zinc, obtenant des images biomorphiques, sortes de représentations primo-génitales rappelant des nuages, des fragments d'os, des formes florales. Il dit lui-même que les estampes de cette époque évoquent le vers de Rimbaud : « Oh, les pierres précieuses qui se cachaient, les fleurs qui regardaient déjà ». Dans la série Miroirs des années soixante, il montre et expose directement les plaques rongées par l'acide, évoquant les images congelées d'une planète chaotique. Avec Masuo Ikeda, Mitsuo est l'un des graveurs les plus en vue de sa génération, apprécié pour la subtilité des rythmes qui animent l'espace de ses formes flottantes et oniriques, étrangement suggestives. L'image semble être celle d'un mouvement organique que l'artiste tente de saisir et qui, comme tout organisme vivant, bouge et évolue sans cesse, engendrant d'autres formes et d'autres images. Il dit lui-même à propos de son art que c'est de la « gravure en action ».